# 서수별 군단 목록
다음은 군사 조직에서 서수별 군단의 동음이의 문서를 모은 색인 목록이다.

## 서수별 목록

### 1 ~ 99
- 제1군단
- 제2군단
- 제3군단
- 제4군단
- 제5군단
- 제6군단
- 제7군단
- 제8군단
- 제9군단
- 제10군단
- 제11군단
- 제12군단
- 제13군단
- 제14군단
- 제15군단
- 제16군단
- 제17군단
- 제18군단
- 제19군단
- 제20군단
- 제21군단
- 제22군단
- 제23군단
- 제24군단
- 제25군단
- 제26군단
- 제27군단
- 제28군단
- 제29군단
- 제30군단

## 같이 보기
- 사령부 목록
- 연대 목록 (군사)
- 여단 목록
- 사단 목록
- 군단 목록

| Disambiguation icon | 이 문서는 명칭이 같고 같은 종류에 속하는 여러 대상을 연결하는 색인 문서입니다. |